# 도노쇼역
도노쇼역(일본어: 富野荘駅)은 일본 교토부 조요시에 위치한 긴키 닛폰 철도 교토 선의 철도역이다. 역 번호는 B 15이며, 상대식 승강장 2면 2선의 구조를 갖춘 지상역이다.

## 타는 곳
| 1 | B 교토 선 | 하행 | 신타나베 · 야마토사이다이지 · 나라 · 덴리 · 가시하라진구마에 · 요시노 · 오사카난바 방면 |
| 2 | B 교토 선 | 상행 | 오쿠보 · 단바바시 · 교토 · 교토 국제회관 방면                                           |

## 이용 현황
- 2005년 11월 8일 : 7,853명
- 2008년 11월 18일 : 7,547명
- 2010년 11월 9일 : 7,324명
- 2012년 11월 13일 : 6,896명
- 2015년 11월 10일 : 6,613명

## 역 주변
- 기즈 강
- 기즈가와 교량

## 인접 역
| 긴키 닛폰 철도 B 교토 선 | 긴키 닛폰 철도 B 교토 선 | 긴키 닛폰 철도 B 교토 선           |
| ------------------------ | ------------------------ | ---------------------------------- |
| B14 데라다 교토 방면     | B 교토 선                | 신타나베 B16 야마토사이다이지 방면 |